# منحنى وادي الموت
منحنى وادي الموت (Death valley curve) هو الفترة الزمنية ما بين تلقي شركة ناشئة لمساهمة رأسمالية والوقت الذي تبدأ فيه بتحقيق الإيرادات، خلال هذه الفترة لا تتلقى الشركات الناشئة تمويلا إضافيا، لعدم ثقة المستثمرين في الأعمال الناشئة، فتصبح الشركة عرضة لخطر الانهيار إذا لم تحقق إيرادات متدفقة ولم تتلقى أي تمويل، إذ تبقى معتمدة بشكل مستمر على رأس المال، الأمر الذي لا يشجع أي مستثمر بتمويل ينقذها. تتعرض 90% من الشركات الناشئة حسب الدراسات لخطر منحنى وادي الموت في أول ثلاثة أعوام من انطلاقتها.

## تعميق المنحنى
عندما تمر الشركة بفترة منحنى وادي الموت، تواجه ما يساهم في هبوطها أكثر نحو الانهيار، مثل التكاليف الأولية التي عادة تكون لتجهيز مكان العمل، ورواتب الموظفين، وتكاليف طرح الخدمة، والإعلان عنها وتطويرها، وتستمر التكاليف حتى بعد عرض المنتج للمستهلكين، مثل تكاليف العرض في السوق لصالح المحلات أو واجهات المواقع الإلكترونية، يتعمق المنحنى في هذه المرحلة وتتجه الشركة نحو الانهيار إذا لم يستجب المستهلكين للمنتج.

## وسائل منقذة
ينصح خبراء الاقتصاد والأعمال الناشئة رواد الأعمال بعدد من الطرق لتجنب خطر منحنى وادي الموت مثل عدم البدء بأعمال لا تستهلك الكثير من رأس المال لتجهيزها وانطلاقتها، وطلب الدعم المادي من الأصدقاء والأقرباء وعدم انتظار المستثمرين، وأيضا العمل المكثف خلال الفترات الأولى، واللجوء للتمويل الجماعي مثل طلب التبرعات عبر الإنترنت، الاستفادة من خدمات حاضنات الأعمال والمنح التجارية الحكومية، استخدام المقايضة بدلا من دفع الأموال مثل مقايضة مساحة العمل بخدمات يقدمها صاحب العمل لمالك المكان، البحث عن مستفيد تجاري مشترك الذي يجد في المنتج الجديد فائدة لمنتجه والاستفادة من تمويله، والبحث عن عملاء مستفيدون بشكل كبير من المنتج.